# Irlanda del Nord
L'Irlanda del Nord (in inglese Northern Ireland; in irlandese Tuaisceart Éireann; Ulster Scots: Norlin Airlann) è una delle quattro nazioni costitutive del Regno Unito. Oltre che come nazione, è variabilmente descritta come Stato, regione o provincia del Regno Unito, a seconda dei contesti. Copre un'area di 13 843 km² nella parte nord-orientale dell'isola d'Irlanda e confina con la Repubblica d'Irlanda.
A partire dalla firma dell'accordo del Venerdì Santo nel 1998, l'Irlanda del Nord ha ampi margini di autogoverno all'interno del Regno Unito; secondo tale accordo, coopera con la Repubblica d'Irlanda in alcuni ambiti, mentre altri temi sono riservati al governo britannico, anche se la Repubblica d'Irlanda "può proporre nuovi punti di vista e opinioni" con "sforzi determinati a risolvere i disaccordi tra i due governi".
L'Irlanda del Nord fu creata nel 1921, quando l'Irlanda fu divisa in "Irlanda del Nord" e "Irlanda del Sud" con una legge del 1920 (Government of Ireland Act) del Parlamento britannico. Diversamente dall'Irlanda del Sud, che sarebbe divenuta lo Stato Libero d'Irlanda nel 1922, la maggioranza della popolazione dell'Irlanda del Nord era unionista e lealista con il Regno Unito, in quanto gran parte della popolazione era protestante e discendente di coloni provenienti dalla Gran Bretagna; tuttavia, una minoranza significativa, principalmente cattolica, era nazionalista e repubblicana e voleva, pertanto, un'Irlanda unita indipendente dal dominio britannico. Oggi, i primi si descrivono generalmente come britannici, mentre i secondi come irlandesi; alcune persone di entrambe le comunità si definiscono nordirlandesi.
Storicamente, l'Irlanda del Nord era segnata da discriminazione e ostilità tra le due comunità, in quella che David Trimble, vincitore del Premio Nobel per la pace, definì una "casa fredda" per i cattolici. Verso la fine degli anni '60, i conflitti tra le due comunità e le forze statali coinvolte sfociarono nei tre decenni di violenze note come conflitto nordirlandese (o The Troubles in lingua inglese), che costarono la vita a oltre tremila persone e causarono oltre 50 000 feriti.
L'Accordo del Venerdì Santo del 1998 fu un grande passo in avanti nel processo di pace, anche se il confessionalismo e la segregazione religiosa rimangono ancora gravi problemi sociali.
L'Irlanda del Nord è stata storicamente la regione più industrializzata dell'isola. Dopo il declino seguito al periodo di turbolenza politica e sociale dei Troubles, la sua economia è cresciuta fortemente a partire dalla fine degli anni '90. Ciò fu dovuto in parte al "dividendo di pace" e in parte a causa dell'aumento dei commerci con la Repubblica d'Irlanda, maggiore libertà di movimento dovuta alla fine dei controlli di sicurezza dell'esercito britannico e una netta diminuzione dei problemi di sicurezza. Tutto questo ha portato all'aumento del turismo, investimenti e commerci da tutto il mondo. La disoccupazione nell'Irlanda del Nord ha toccato il suo massimo nel 1986, con il 17,2%, per poi scendere fino al 6,1% nell'agosto 2014 e per poi decrescere ulteriormente dell'1,2% nel corso dell'anno, in maniera simile al 6,2% del complesso del Regno Unito. Il 58,2% dei disoccupati non ha occupazione da oltre un anno.
Le principali personalità artistiche e sportive dell'Irlanda del Nord includono George Best, Kenneth Branagh, Joey Dunlop, Rory McIlroy, e Van Morrison. Alcuni che provengono dall'Irlanda del Nord hanno successivamente chiesto ed ottenuto la cittadinanza irlandese, come ad esempio il poeta Seamus Heaney; al tempo stesso, anche cittadini irlandesi che vogliano stabilirsi in Irlanda del Nord o in Gran Bretagna possono ottenere la cittadinanza britannica con modalità più semplici rispetto ad altri immigrati. I legami culturali tra Irlanda del Nord, il resto dell'Irlanda e la parte restante del Regno Unito sono complessi, in quanto l'Irlanda del Nord gode di un mix culturale che proviene dall'Irlanda e dal Regno Unito. In molti sport, l'isola d'Irlanda compete con un'unica squadra, con l'eccezione del calcio e del netball, le cui organizzazioni sono separate da quelle della Repubblica d'Irlanda.
L'Irlanda del Nord compete singolarmente ai Giochi del Commonwealth e gli atleti della nazione possono competere sia con la Gran Bretagna sia con l'Irlanda ai Giochi olimpici.
In quanto territorio appartenente al Regno Unito, ha avuto come motto Quis separabit?, che in latino significa Chi potrà separarci?. Dopo lo scoppio dei Troubles, esso è stato adottato dall'UDA.

## Storia
L'area oggi conosciuta come Irlanda del Nord ha una storia molto variegata. Dall'essere la culla del nazionalismo irlandese, all'epoca in cui in altre parti dell'Irlanda si diffondevano gli insediamenti voluti da Elisabetta I e Giacomo I d'Inghilterra, divenne essa stessa la principale area di insediamento dei coloni provenienti dalla Scozia. Ogni giorno l'Irlanda del Nord è un caleidoscopio di rivalità, rappresentato a Belfast da intere comunità che sventolano il tricolore della Repubblica d'Irlanda o la Union Flag, che simboleggia l'identità britannica, mentre anche nelle zone meno popolate perfino i paracarri sono dipinti di verde, bianco e arancio o in rosso, bianco e blu, a seconda se la comunità locale è nazionalista/repubblicana o unionista/lealista.

### Il periodo dell'autogoverno
Nel 1920 fu concesso l'autogoverno, benché non fosse stato richiesto e, anzi, fosse avversato da alcuni esponenti politici locali, come sir Edward Carson. Il governo locale, guidato da James Craig e dai primi ministri che gli succedettero, avviò una politica di discriminazione nei confronti della minoranza nazionalista/cattolica, che si sentiva molto più legata alla neonata Repubblica d'Irlanda che alla corona britannica.
Usando le parole del leader unionista David Trimble (primo ministro dell'Irlanda del Nord e premio Nobel per la pace nel 1998), l'Irlanda del Nord divenne "un luogo freddo per i cattolici". I distretti elettorali vennero modellati in modo tale (gerrymandering) che il controllo dei consigli cittadini venisse assicurato ai protestanti. A questo fine vennero anche stretti accordi elettorali che davano alle imprese alcune agevolazioni in cambio di voti.
Negli anni '60 il primo ministro unionista moderato Terence O'Neill cercò di riformare il sistema, ma incontrò la dura opposizione dei leader estremisti protestanti, come il reverendo Ian Paisley. La crescente pressione per le riforme da parte dei nazionalisti e la totale chiusura da parte degli estremisti unionisti portò alla nascita di un movimento per i diritti civili guidato da figure come John Hume, Austin Currie e altri. Gli scontri tra i manifestanti e le forze di polizia britanniche (Royal Ulster Constabulary) alzarono il livello della disputa. L'esercito britannico venne inizialmente inviato nell'Ulster dal ministro dell'interno britannico James Callaghan per proteggere i nazionalisti dagli attacchi e all'inizio fu accolto calorosamente dalla popolazione.

### Il conflitto armato degli anni settanta e ottanta
La situazione, però, si infiammò il 30 gennaio 1972, quando i paracadutisti britannici uccisero a Derry quattordici civili disarmati. Per reazione all'eccidio (passato alla storia come domenica di sangue o Bloody sunday), i nazionalisti si rivoltarono contro l'esercito britannico. In poche settimane, in seguito al diniego del governo unionista guidato da Brian Faulkner di cedere al governo britannico i poteri relativi a giustizia e ordine pubblico, il parlamento dell'Irlanda del Nord venne sospeso e Londra riprese il governo della provincia (Direct Rule) il 24 marzo 1972.
L'apparizione della Provisional IRA (un gruppo di fuoriusciti dall'Official IRA) e la campagna di violenza condotta da gruppi terroristici lealisti, quali l'Ulster Defence Association e altri, portò l'Irlanda del Nord sull'orlo della guerra civile. Lungo tutti gli anni '70 e '80 gli estremisti di entrambi gli schieramenti portarono avanti una serie di omicidi, attentati e ferimenti, spesso ai danni di civili innocenti.
Alcuni politici britannici, soprattutto l'ex ministro laburista Tony Benn, furono fautori del ritiro della Gran Bretagna dall'Irlanda. I vari governi irlandesi espressero tuttavia un forte dissenso, prefigurando il rischio di ulteriori scontri e di esodi di massa dei nazionalisti nelle contee occidentali e dei lealisti verso le contee orientali. La paura più forte era quella di una guerra civile che avrebbe coinvolto anche Repubblica d'Irlanda e Scozia, che avevano forti legami con le comunità nordirlandesi.

### La pace degli anni novanta e il periodo successivo
Dopo aver provato senza successo nuovi sistemi di governo, si arriva agli anni '90, durante i quali il fallimento della campagna dell'IRA per l'ottenimento del supporto delle masse o il ritiro britannico, e in particolare il disastro sul piano delle relazioni pubbliche seguito alla strage di Enniskillen e il cambio ai vertici repubblicani tra Ruairí Ó Brádaigh e Gerry Adams, videro un allontanamento dal conflitto armato a favore dell'impegno politico.
Questi cambiamenti furono seguiti dalla comparsa di nuovi leader a Dublino (Albert Reynolds), Londra (John Major e poi Tony Blair) e nello schieramento unionista (David Trimble). I contatti inizialmente stabilitisi tra Adams e John Hume, capo del Partito Social Democratico Laburista, sfociarono in negoziati che coinvolgevano tutte le parti in causa e produssero l'accordo di Belfast del 10 aprile 1998 (più noto come accordo del Venerdì Santo), che il mese successivo fu approvato a maggioranza da entrambe le comunità in Irlanda del Nord, chiamate ad esprimersi in referendum separati. Contestualmente, fu emendata la costituzione della Repubblica d'Irlanda, nella quale scomparve la rivendicazione dei territori nordirlandesi e fu esplicitato il riconoscimento del diritto di esistere dell'Irlanda del Nord, fatto salvo il desiderio nazionalista di una Irlanda unita.
Con l'Accordo del Venerdì Santo, fu reintrodotto il parlamento nordirlandese e si stabilì che il governo locale avrebbe rispettato nella sua composizione la rappresentatività di tutti i maggiori partiti. Il leader unionista David Trimble guidò il primo governo dell'Irlanda del Nord dopo la stipula dell'accordo del Venerdì santo. Per un presunto ritardo da parte dell'IRA nell'implementare lo smantellamento del proprio arsenale e la scoperta di una rete di spionaggio dell'IRA operante all'interno delle istituzioni, l'assemblea e l'esecutivo furono sospesi, ma la situazione tornò serena nel volgere di breve tempo.
Il cambiamento di clima venne rappresentato dalla visita di Elisabetta II alla sede del Parlamento a Stormont, dove incontrò i rappresentanti unionisti così come quelli nazionalisti, e parlò del diritto dei cittadini nordirlandesi che si sentono irlandesi di essere trattati con eguali diritti di quelli che si sentono britannici. Similmente, il presidente irlandese Mary McAleese, nella sua visita, si incontrò con i ministri nazionalisti e con i locali rappresentanti della corona di ogni contea.
Le elezioni del 2022 hanno per la prima volta assegnato la maggioranza relativa al partito nazionalista repubblicano dello Sinn Féin, con il 29,02% dei consensi e 27 seggi, davanti al Partito Unionista Democratico (DUP) in forte calo (21,33% e 25 seggi) e all'Alleanza dell'Irlanda del Nord invece in notevole ascesa (13,53% e 17 seggi). In calo anche i partiti quarto e quinto classificati, il Partito Unionista dell'Ulster (UUP) con l'11,17% e 9 seggi, e il Partito Socialdemocratico e Laburista (SDLP) con il 9,07% e 8 seggi.

## Geografia fisica

### Territorio

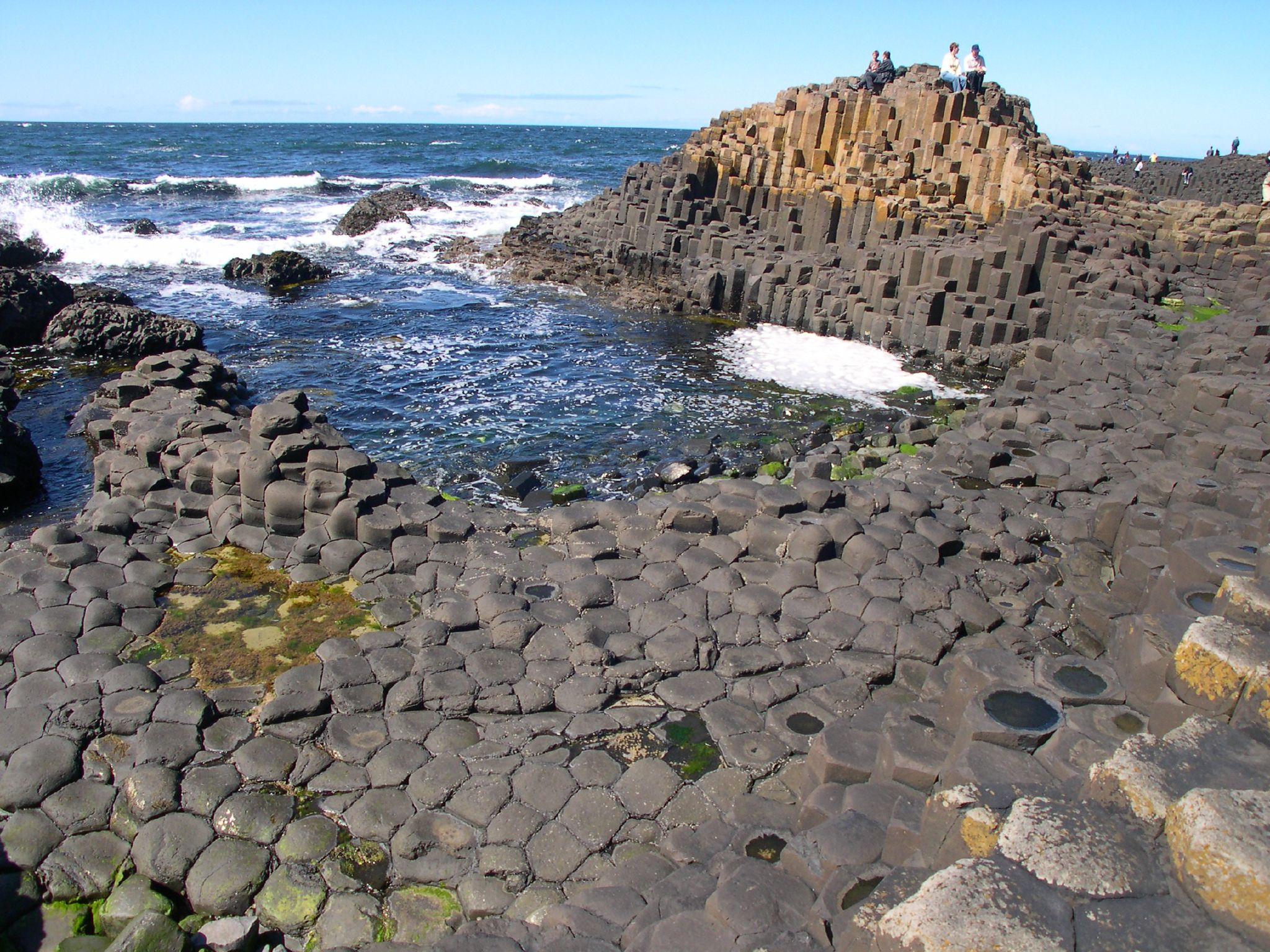
Il Selciato del gigante (Giant's Causeway), nella Contea di Antrim

L'Irlanda del Nord fu ricoperta da una calotta di ghiaccio per quasi tutta l'ultima era glaciale, oltre che in numerose occasioni precedenti; la conseguenza di ciò si può notare nella massiccia presenza di drumlin nelle contee di Fermanagh, Armagh, Antrim e in particolare Down. Il centro della geografia dell'Irlanda del Nord è il Lough Neagh, che, estendendosi per 391 km², è il più grande lago presente sia sull'isola d'Irlanda sia sulle isole britanniche. Un secondo gruppo di laghi è incentrato intorno al Lough Erne, a Fermanagh. L'isola più estesa dell'Irlanda del nord è Rathlin, al largo della costa settentrionale della contea di Antrim. Lo Strangford Lough è la più grande insenatura delle isole britanniche, estendendosi per 150 km².
Vi sono una serie di altopiani nei Monti Sperrin (che costituiscono un'estensione della catena montuosa della Caledonia), con consistenti depositi di oro, granito sulle Montagne di Mourne, e basalto, come anche catene minori nella contea di Armagh e lungo il confine Fermanagh-Tyrone. Le colline non sono eccessivamente elevate; soltanto Slieve Donard, nei Mourne, raggiunge l'altitudine di 850 metri s.l.m. e rappresenta il punto più alto dell'Irlanda del Nord. Il picco più alto intorno a Belfast è Cavehill. L'attività vulcanica che ha creato il plateau di Antrim ha costituito anche una serie di pilastri geometrici conosciuti come Selciato del gigante (Giant's Causeway in lingua inglese), sulla costa settentrionale di Antrim. Nella stessa regione sono presenti anche il ponte di corda di Carrick-a-Rede, il Tempio di Mussenden e i Glens of Antrim.

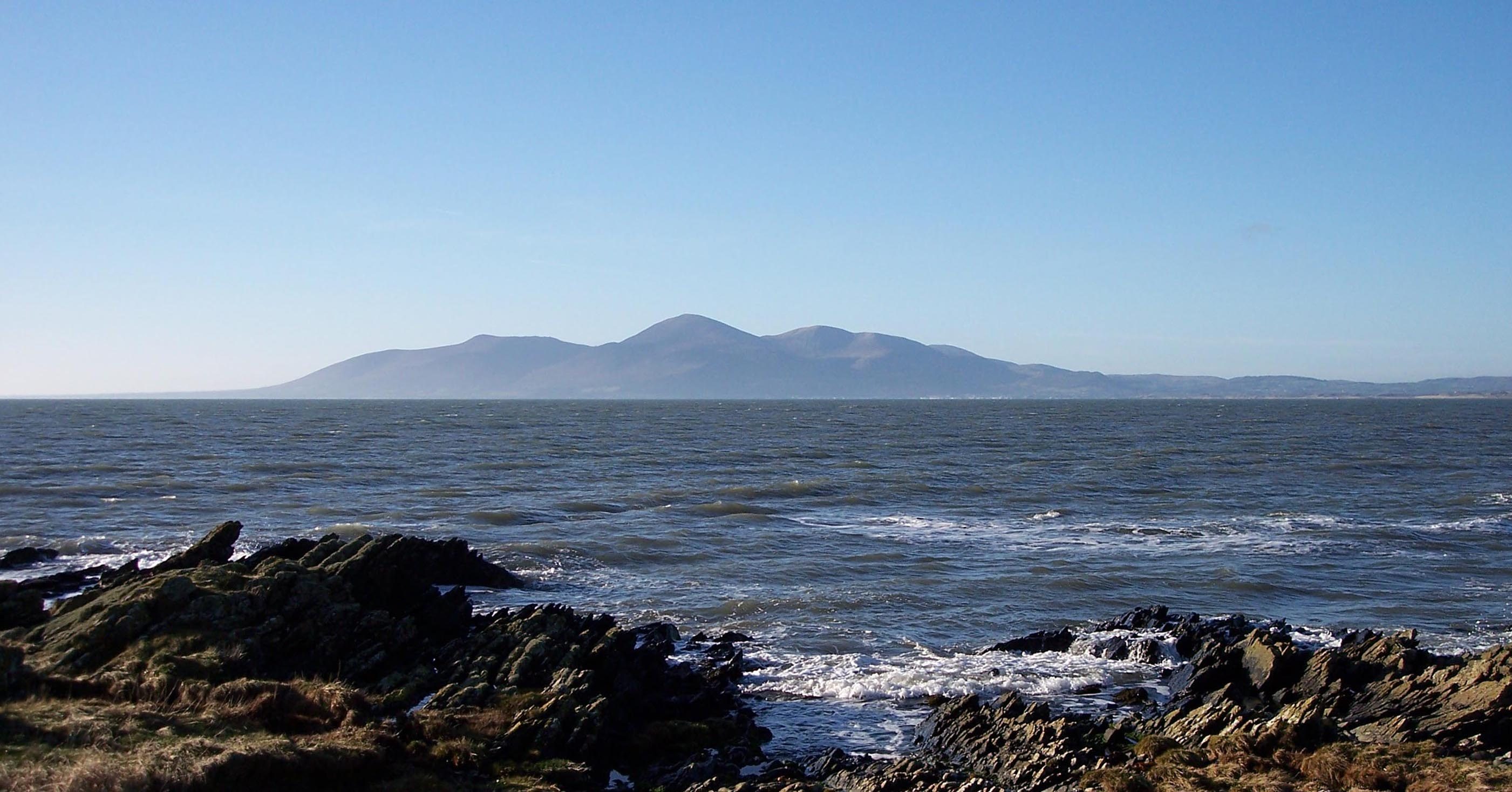
Le Montagne di Mourne, nella Countea di Down

L'Alto e Basso fiume Bann, Foyle e Blackwater formano fertili pianure, con eccellenti terre coltivabili che si trovano anche nella parte nord ed est di Down, anche se gran parte della zona collinare è marginale e adatta all'agricoltura.
La valle del fiume Lagan è dominata da Belfast, la cui area metropolitana include circa un terzo della popolazione dell'Irlanda del Nord, con elevata urbanizzazione e industrializzazione lungo tutta la Valle del Lagan e su entrambe le coste del Belfast Lough.

### Clima
L'Irlanda del Nord ha un clima oceanico temperato, maggiormente umido nell'ovest piuttosto che nell'est, anche se la copertura di nubi è persistente in tutta la regione. Il meteo è poco prevedibile in tutto l'anno, e anche se le stagioni sono distinte, esse sono molto meno pronunciate che nell'interno dell'Europa o nella parte orientale dell'America del Nord. La temperatura massima media durante il giorno a Belfast è di circa 6,5 °C in gennaio e 17,5 °C in luglio. Il clima umido e la deforestazione estensiva dei XVI e XVII secolo ha portato alla presenza in tutta la regione di prati verdi rigogliosi. La temperatura massima registrata è stata di 30,8 °C a Knockarevan, presso Garrison, nella contea di Fermanagh il 30 giugno 1976 e a Belfast il 12 luglio 1983. La temperatura minima più bassa mai registrata è stata di –18,7 °C a Castlederg, nella contea di Tyrone, il 23 dicembre 2010.
| Belfast             | Mesi | Mesi | Mesi | Mesi | Mesi | Mesi | Mesi | Mesi | Mesi | Mesi | Mesi | Mesi | Stagioni | Stagioni | Stagioni | Stagioni | Anno |
| Belfast             | Gen  | Feb  | Mar  | Apr  | Mag  | Giu  | Lug  | Ago  | Set  | Ott  | Nov  | Dic  | Inv      | Pri      | Est      | Aut      | Anno |
| ------------------- | ---- | ---- | ---- | ---- | ---- | ---- | ---- | ---- | ---- | ---- | ---- | ---- | -------- | -------- | -------- | -------- | ---- |
| T. max. media (°C)  | 6    | 7    | 9    | 12   | 15   | 18   | 18   | 18   | 16   | 13   | 9    | 7    | 6,7      | 12       | 18       | 12,7     | 12,3 |
| T. min. media (°C)  | 2    | 2    | 3    | 4    | 6    | 9    | 11   | 11   | 9    | 7    | 4    | 3    | 2,3      | 4,3      | 10,3     | 6,7      | 5,9  |
| Precipitazioni (mm) | 80   | 52   | 50   | 48   | 52   | 68   | 95   | 77   | 80   | 83   | 72   | 90   | 222      | 150      | 240      | 235      | 847  |

## Geografia antropica

### Città
In Irlanda del Nord ci sono cinque importanti insediamenti con lo status di città:
- Armagh
- Belfast
- Derry[19]
- Lisburn
- Newry

### Paesi e villaggi
Di seguito è riportato un elenco di paesi con almeno 4 500 abitanti:
- Antrim
- Ballycastle, Ballyclare, Ballymena, Ballymoney, Ballynahinch, Banbridge, Bangor
- Carrickfergus, Carryduff, Coalisland, Coleraine, Comber, Cookstown, Craigavon
- Donaghadee, Downpatrick, Dromore, Dungannon, Dungiven
- Enniskillen
- Hillsborough, Holywood
- Kilkeel
- Larne, Limavady, Lurgan
- Magherafelt
- Newcastle, Newtownards, Newtonstewart
- Omagh
- Portadown, Portrush, Portstewart
- Randalstown
- Strabane
- Warrenpoint

## Società

### Evoluzione demografica

Andamento della popolazione dell'Irlanda del Nord dal 1910 al 2009

La popolazione dell'Irlanda del Nord è cresciuta ogni anno dal 1978.
La popolazione nel 2011 era di 1 810 863 abitanti

### Etnie e minoranze straniere
- Europei : 1 670 988 (99,15%)
  - Nati in Irlanda del Nord: 91,0%
  - Nati nel resto del Regno Unito o nella Repubblica d'Irlanda: 7,2%
  - Irish Travellers (pavee): 1 710 (0,10%)
- Asiatici: 6 824
  - Cinesi: 4 145 (0,25%)
  - Indiani: 1 567 (0,09%)
  - Pakistani: 666 (0,04%)
  - Bengalesi: 252 (0,01%)
  - Altri asiatici: 194 (0,01%)
- Africani: 494 (0.03%)
- Caraibici: 255 (0,02%)
- Altri neri: 387 (0,02%)
- Altri gruppi etnici: 1 290 (0,08%)
- Mulatti: 3 319 (0,20%)

### Lingue e dialetti

Conoscenza della lingua irlandese
Conoscenza del dialetto scozzese dell'Ulster

La quasi totalità della popolazione è di madrelingua inglese. In passato, soprattutto nelle zone a maggioranza cattolica, era parlata la lingua irlandese, estintasi nella regione con la morte degli ultimi locutori nativi negli anni 1970. Nelle zone protestanti era parlato anche il dialetto scozzese dell'Ulster. La conoscenza, parziale o totale, delle due lingue è oggi preservata da parte delle rispettive comunità. L'inglese parlato nelle contee di Antrim, di Londonderry e in parte di quella di Down risente dell'influenza dello scozzese, mentre nel resto della regione l'accento è simile a quello dell'Inghilterra occidentale.

### Religioni

Mappa religiosa dell'Irlanda del nord

L'identificazione nazionale coincide perlopiù con quella religiosa

L'ambiente religioso è dominato dalla Chiesa cattolica, dalla calvinista Chiesa presbiteriana, dall'anglicana Chiesa d'Irlanda e dalla Chiesa metodista. Vi è una crescente minoranza non religiosa.
A causa dei maggiori tassi di natalità della comunità cattolica e della secolarizzazione di parte della comunità protestante, nel censimento del 2021 la popolazione di religione cattolica ha superato quella di religione protestante, storicamente prevalente.
| Religione                        | 1961  | 1991  | 2001      | 2001  | 2011      | 2011  | 2021      | 2021  |
| Religione                        | 1961  | 1991  | Numero    | %     | Numero    | %     | Numero    | %     |
| -------------------------------- | ----- | ----- | --------- | ----- | --------- | ----- | --------- | ----- |
| Chiesa cattolica                 | 34,91 | 38,38 | 678.462   | 40,26 | 738,033   | 40,76 | 805,041   | 42,31 |
| Chiesa presbiteriana in Irlanda  | 28,99 | 21,35 | 348,742   | 20,69 | 345.101   | 19,06 | 316,103   | 16,61 |
| Chiesa d'Irlanda                 | 24,20 | 17,70 | 257.788   | 15,30 | 248.821   | 13,74 | 219.788   | 11,55 |
| Chiesa metodista in Irlanda      |       |       | 59.173    | 3,51  | 54,253    | 3,00  | 44,728    | 2,35  |
| Altri Cristiani                  |       |       | 102.221   | 6,07  | 104.380   | 5,76  |           |       |
| (Totale cristiani non cattolici) |       |       | 767.924   | 45,57 | 752.555   | 41,56 |           |       |
| (Totale cristiani)               |       |       | 1.446.386 | 85,83 | 1.490.588 | 82,31 |           |       |
| Altre religioni                  |       |       | 5.028     | 0,30  | 14.859    | 0,82  | 156.006   | 8,20  |
| Non affilati                     |       |       |           |       | 183.164   | 10,11 |           |       |
| Non dichiarati                   | 2,0   | 7,3   |           |       | 122.252   | 6,75  |           |       |
| (Non affiliati e non dichiarati) |       |       | 233.853   | 13,88 | 305.416   | 16,87 | 361.512   | 19,00 |
| Totale popolazione               | 100,0 | 100,0 | 1.685.267 | 100,0 | 1.810.863 | 100,0 | 1.903.178 | 100,0 |

### Cultura e tradizioni
La società nordirlandese è tendenzialmente più religiosa, tradizionalista e comunitaria rispetto a quella della Gran Bretagna; questa tendenza si rispecchia anche nei maggiori tassi di fecondità e nella maggiore partecipazione alle funzioni religiose. L'Irlanda del Nord è caratterizzata da una complessa realtà culturale, che risente delle divisioni settarie tra due comunità religiose culturalmente differenti: i protestanti dell'Ulster, i quali si identificano nella stragrande maggioranza come britannici e unionisti o lealisti, e i cattolici, i quali si identificano per la maggior parte come irlandesi e sono perlopiù legati alla causa nazionalista e repubblicana irlandese. Le due componenti religiose sono distribuite spesso in modo segregato, sia nelle aree rurali che in quelle urbane; i protestanti sono concentrati maggiormente nel nord-est. Nell'ambito del conflitto nordirlandese vi fu una ridistribuzione della popolazione; molti cattolici residenti in aree a maggioranza protestante furono costretti dai militanti lealisti ad abbandonare le proprie case e a trasferirsi in zone cattoliche; viceversa molti protestanti residenti nelle aree cattoliche si reinsediarono in aree protestanti.
Le due componenti, pur condividendo i più tipici elementi della cultura occidentale, mantengono elementi culturali distintivi. La comunità cattolica discende dalle popolazioni indigene dell'Irlanda gaelica e si identifica pertanto nella cultura gaelica; lo studio del gaelico irlandese è in costante crescita e l'ambiente culturale è tipicamente dominato dalla danza irlandese e dal calcio gaelico; importante festività per i cattolici nordirlandesi è la festa di san Patrizio. I protestanti discendono invece dai coloni scozzesi e inglesi giunti nell'isola d'Irlanda nel corso del XVII secolo nell'ambito della colonizzazione dell'Ulster. Tra le classi operaie protestanti e lealiste rivestono un importante ruolo le marching band e le marce orangiste dell'Ordine di Orange e di altre confraternite protestanti e che generano tensioni e attriti con i cattolici repubblicani. Diffuso tra la comunità protestante è poi la conoscenza del dialetto scozzese dell'Ulster. In molte città i quartieri segregati sono separati dalle Peace Lines e ospitano i tipici murales, che celebrano rispettivamente i miti della causa repubblicana o di quella lealista. Nei quartieri cattolici i marciapiedi sono poi spesso colorati con i colori della bandiera irlandese, mentre in quelli protestanti hanno i colori della Union Jack.

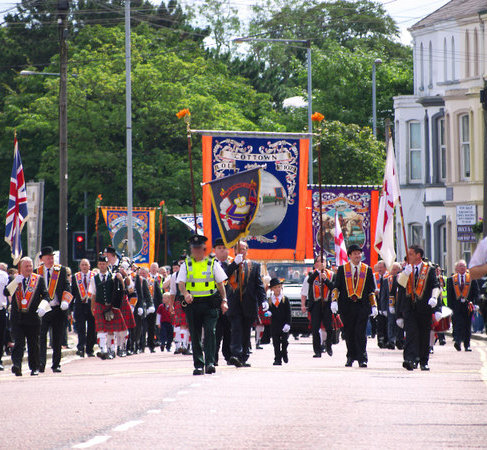
Marcia orangista a Bangor, 2010

## Politica
Il Parlamento dell'Irlanda del Nord è l'Assemblea dell'Irlanda del Nord, composta di 90 membri. Legifera su un'ampia gamma di materie e nomina l'esecutivo.

### Suddivisioni: le Sei Contee
L'Irlanda del Nord viene anche detta, impropriamente, "Ulster" o, più propriamente, "le Sei Contee". L'Ulster è una delle quattro province storiche dell'isola, ed è composta da nove contee di cui tre fanno parte della Repubblica d'Irlanda. Le rimanenti sei compongono l'Irlanda del Nord e sono:
- Antrim (Aontroim)
- Armagh (Ard Mhacha)
- Down (An Dún)
- Fermanagh (Fear Manach)
- Tyrone (Tír Eoghain)
- Londonderry/Derry[25] (Doire)

La suddivisione storica in contee non ha però alcuna rilevanza amministrativa.

### I distretti
L'Irlanda del Nord è suddivisa in 11 distretti; sono queste le suddivisioni amministrative principali dell'Irlanda del Nord, possedendo un'autonomia politica ed economica precisa, al contrario delle contee, il cui valore, in questo Stato, è oramai solamente simbolico.

### Bandiera e inno

La bandiera ufficiale dal 1958 al 1972

L'Irlanda del Nord non ha una bandiera ufficiale dal 1972, dopo i noti fatti del Bloody Sunday. Dal 1953 al 1972 è stata ufficialmente in uso una particolare composizione formata dalla bandiera dell'Inghilterra, con al centro una stella di Davide bianca contenente la mano rossa, molto diffusa nell'Ulster, sovrastata da una corona rappresentante la monarchia britannica. Questa bandiera fu sospesa come bandiera ufficiale per motivi di sicurezza e ordine pubblico; viene usata attualmente soltanto per manifestazioni sportive o per rare occasioni internazionali.
Ad oggi, nessuna bandiera ufficiale ha preso il posto di quella precedente; i lealisti usano il vecchio emblema o l'Union Jack britannico, mentre i nazionalisti il tricolore irlandese. Alcuni proposero l'adozione della vecchia bandiera di San Patrizio, ma venne ritenuta anch'essa troppo legata all'antico impero britannico: durante l'occupazione britannica, rappresentava il simbolo dell'Irlanda insieme all'arpa dorata su sfondo verde. Altri invece hanno proposto l'uso del simbolo dell'Ulster, che, tuttavia, non identifica al meglio il paese, in quanto tre contee della provincia dell'Ulster sono parte della Repubblica d'Irlanda.
Stessa sorte per l'inno nazionale: talvolta, viene intonato l'inno britannico God save the King, talvolta la vecchia musica A Londonderry Air, nota anche (per il testo di una canzone novecentesca che usa la stessa musica) come Danny Boy.
Nel rugby, almeno nella versione di gioco a 15, essendoci un'unica nazionale per Irlanda del Nord e Repubblica d'Irlanda, viene eseguito dagli '90 un inno appositamente creato (Ireland's Call). Solo per le partite giocate nella Repubblica d'Irlanda viene eseguito prima l'inno della repubblica (Soldier's Song).

## Legge
L'Irlanda del Nord ha un sistema giuridico e amministrativo evoluto da quello in vigore prima della partizione dell'isola e deriva quindi da quello del Regno Unito. Ha mantenuto il potere gestionale in questi ambiti dal 1921 fino al 1972. Dal 1972 al 1999 (tranne per un breve periodo nel 1974), le leggi e l'amministrazione dell'Irlanda del Nord sono stati gestiti direttamente da Westminster. Tra gli anni 1999 e 2002 (eccetto durante una breve sospensione), e dal maggio 2007, il potere è tornato al governo dell'Irlanda del Nord.

### Cittadinanza e identità
Come parte del Regno Unito, i nordirlandesi sono cittadini britannici. Essi hanno, però, anche il diritto di cittadinanza irlandese per nascita, come stabilito nell'accordo di Belfast del 1998 tra i governi britannico e irlandese, il quale prevede che «è un diritto di nascita di tutto il popolo dell'Irlanda del Nord di identificare se stessi ed essere accettati come irlandesi o britannici, o entrambi, in quanto possono così scegliere, di conseguenza i due governi confermano questo diritto che non sarà influenzato da qualsiasi futura modifica dello status dell'Irlanda del Nord.»
Come risultato dell'accordo, la Costituzione irlandese è stata modificata in modo che le persone nate in Irlanda del Nord possano avere il diritto di essere cittadini irlandesi sulla stessa base di persone provenienti da qualsiasi altra parte dell'isola d'Irlanda.

## Economia
L'economia dell'Irlanda del Nord è la più esigua rispetto alle altre tre maggiori economie che formano il Regno Unito. L'Irlanda del Nord ha avuto tradizionalmente un'economia industriale, in particolare nella cantieristica navale, fabbricazione di cordami e tessuti. La maggior parte dell'industria pesante è stata sostituita dai servizi, in primo luogo dal settore pubblico. Il turismo svolge un ruolo importante per l'economia locale. Più recentemente l'economia ha beneficiato di grandi investimenti di importanti multinazionali nel settore dell'alta tecnologia, grazie alle agevolazioni governative e alla presenza di forza lavoro qualificata.
Con il miglioramento della sua reputazione a livello internazionale, l'Irlanda del Nord inoltre ha di recente assistito a un aumento del numero di turisti. Le attrazioni includono festival culturali, musica e manifestazioni artistiche tradizionali, paesaggi e siti di interesse geografico, edifici pubblici. Dal 1987, nonostante qualche opposizione, ai pub è stato concesso di aprire anche la domenica.

## Arte e cultura

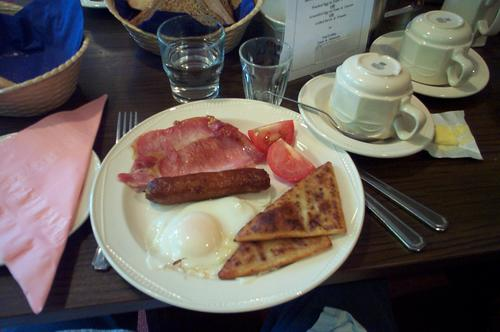
L'Ulster fry, servito a Belfast

### Cultura
Il Ciclo dell'Ulster è un'opera in versi poetici e prosa che ruota attorno agli eroi dell'Ulaid (odierno Ulster orientale). È uno dei maggiori cicli epici della mitologia irlandese insieme al Ciclo mitologico, al Ciclo feniano e al Ciclo storico.
Il ciclo si incentra attorno al regno di Conchobar mac Nessa, che sarebbe stato sovrano dell'Ulster più o meno al tempo di Cristo. Regnò dalla località di Emain Macha (poi nota in inglese come Navan Fort), vicino ad Armagh, ed ebbe come acerrimi rivali la regina Medb e re Ailill del Connacht e come alleati Fergus mac Róich, ex sovrano dell'Ulster. Il principale eroe della saga è Cúchulainn, nipote di Conchobar.

### Musica
Il paese è noto per aver dato i natali al gruppo musicale The Priests, composto da sacerdoti cattolici.
Il chitarrista nordirlandese Eric Bell fece parte del gruppo irlandese dei Thin Lizzy nel suo primo periodo "Irish folk-rock", dal 1971 al 1973. Dello stesso gruppo fece parte per un breve periodo anche il chitarrista Gary Moore, fondatore degli Skid Row.
Da Belfast proviene il famoso gruppo indie rock degli Snow Patrol oltre alla band punk degli Stiff Little Fingers e al musicista e cantante Van Morrison.

### Altri aspetti culturali
L'Irlanda del nord è anche famosa per aver costruito il più noto e lussuoso transatlantico della storia: L'RMS Titanic, naufragato a causa di una collisione con un iceberg nell'oceano Atlantico nella notte tra il 14 e il 15 aprile 1912. Il Titanic era motivo, per l'Irlanda britannica, di far vedere cosa erano capaci di fare i potenti protestanti e qual era la posta in gioco da loro scommessa, un'occasione per mostrare quindi al governo britannico, ma anche al resto del mondo, che la ricchezza e la prosperità dell'Irlanda era data grazie all'operato e al comando dei potenti industriali protestanti. Il Titanic, però, è stato anche un simbolo e un motivo di cambiamento per tutti gli irlandesi. Grazie al cantiere navale di Belfast Harland&Wolff, il più grande cantiere navale del mondo ai primi del '900, nacquero i primi movimenti sindacali a tutela dei lavoratori; inoltre, durante la costruzione del Titanic sono state eseguite importanti ricerche su duttilità, composizione, lavorazione e flessibilità del metallo, che hanno portato ad importanti e significativi miglioramenti per le successive costruzioni del cantiere irlandese, ma anche per tutti i cantieri navali del resto del mondo.

## Sport
In Irlanda del Nord lo sport è popolare e importante nella vita di molte persone. Alcuni sport tendono ad essere organizzati in tornei unici per tutta l'isola, come nel caso di calcio gaelico, rugby, hockey, pallacanestro, cricket e hurling. La principale eccezione è costituita dal calcio, per il quale esiste nell'Irlanda del Nord una federazione calcistica indipendente. A livello olimpico, invece, un atleta nordirlandese può scegliere se rappresentare la Gran Bretagna o l'Irlanda; per i Giochi di Londra 2012, ad esempio, di venti atleti nordirlandesi, tredici optarono per il Consiglio Olimpico d'Irlanda, mentre gli altri sette gareggiarono per la British Olympic Association.
Ricordiamo, tra i migliori calciatori nordirlandesi, George Best, inserito nella lista FIFA 100.
Negli sport motoristici il nordirlandese Jonathan Rea è stato per sei volte consecutive campione del mondiale Superbike (dal 2015 al 2020), mentre Eddie Irvine è stato vice-campione di Formula 1 nel 1999 rimanendo in corsa per il titolo fino al Gran Premio conclusivo della stagione a Suzuka.